# پوند زامبیا
پوند زامبیا (به انگلیسی: Zambian pound) یکای پول رایج در کشور زامبیا است. مسئولیت کنترل این واحد پولی برعهدهٔ بانک زامبیا قرار دارد.